# Coxiella (bacterie)
Coxiella is het enige geslacht van gramnegatieve bacteriën in de familie Coxiellaceae. Coxiella burnetii, de veroorzaker van Q-koorts, is de enige soort binnen dit geslacht. Het geslacht Coxiella is vernoemd naar Herald Rea Cox die, tijdens een onderzoek naar Rocky Mountain spotted fever in 1938, de Coxiella burnetii bacterie isoleerde.